# Casado

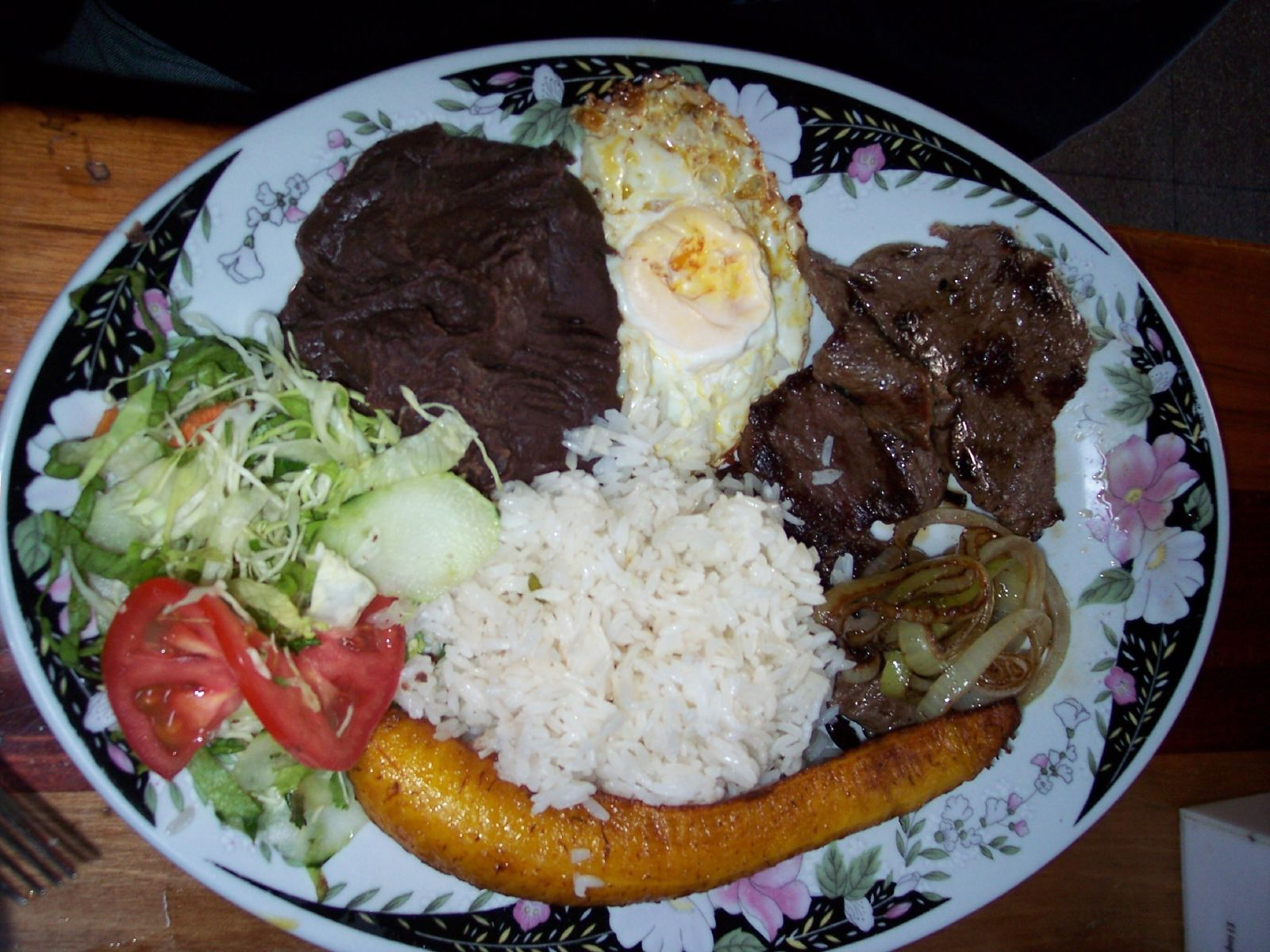
Casado

Casado är en populär maträtt i det costaricanska köket. Rätten, som vanligen serveras till lunch, innehåller ris, svarta bönor, någon typ av kött (grillat nötkött, fläskkotlett, fisk  eller kyckling), stekta kokbananer samt sallad och tortilla, ibland även ett stekt ägg. Alla ingredienser läggs upp var för sig på tallriken. Casado finns ofta på menyn som dagens lunch till ett lågt pris. 
Namnet betyder på spanska make eller äkta man.